# A-dos-Ruivos
A-dos-Ruivos é uma aldeia localizada na freguesia de Carvalhal, município de Bombarral, distrito de Leiria e situada na denominada Região do Oeste. A sua população é de 196 habitantes (Censos de 2001).
A origem do seu nome poderá encontrar-se no povo que se julga ter sido de cristãos nórdicos, francos ou bretões, que se fixaram na zona durante a época da Reconquista. Ruivos ou sardentos, os mouros chamavam-lhes rúbios, ruivos ou, ainda, francos.
O artigo inicial "A" seguido de "dos" significa "a terra dos", por exemplo, "Vou à terra dos Ruivos" ou simplesmente "vou à dos Ruivos".
Esta povoação foi retratada pelo escritor Júlio César Machado no seu livro "Serões na Aldeia", que aí tinha uma casa onde passava os seus tempos livres, chamando-lhe na época "Durruivos". Em sua homenagem, a população erigiu-lhe um busto junto à capela local.
Consta que outro dos motivos pelo qual esta povoação ficou conhecida se deve ao facto de os Távoras se terem refugiado no local aquando da sua perseguição por parte do Marquês de Pombal.
Sendo uma aldeia baseada numa economia agrária, as suas principais produções são vinícolas e frutíferas, incluindo-se na zona da Rota dos Vinhos do Oeste, e produzindo os seus pomares a afamada e internacionalmente apreciada Pêra Rocha.
Saliente-se, ainda, que possui em actividade, a tempo parcial, um antigo moinho de vento recuperado pelo seu proprietário, e que pode ser visitado quando em funcionamento.
A cantora Lena d'Água mudou-se de Lisboa para A-dos-Ruivos em 2007 e aqui vive desde então.